# Слетіоара (Марамуреш)
Слетіоара (рум. Slătioara) — село у повіті Марамуреш в Румунії. Входить до складу комуни Стримтура.
Село розташоване на відстані 399 км на північ від Бухареста, 39 км на схід від Бая-Маре, 114 км на північ від Клуж-Напоки.

## Населення
За даними перепису населення 2002 року у селі проживали 578 осіб, усі — румуни. Усі жителі села рідною мовою назвали румунську.